# Ribarci
Ribarci (srbsky Рибарци) jsou vesnice v jižní části Srbska, administrativně spadající pod opštinu Bosilegrad. Vesnice leží v údolí řeky Dragovištica při samotné hranici země s Bulharskem.
Z národnostního hlediska je obyvatelstvo většinově bulharské národnosti, a dále je zastoupena menším počtem i národnost srbská. V roce 2022 zde žilo nicméně jen 13 lidí, ještě roku 1948 to bylo 177 osob. Vlivem odlehlosti a těžkého života srbského venkova vesnice vymírá. Jednotlivé domy jsou rozprostřeny po různých částech údolí v nadmořských výškách od 700 až po 950 metrů. Obcí prochází silnice regionálního významu a jižně od ní se nachází hraniční přechod. Stojí zde také pravoslavný kostel sv. Petky.